# Place Madeleine-Daniélou
La place Madeleine-Daniélou est une place située à la fois à Neuilly-sur-Seine et à Paris, dans le quartier des Ternes, dans le 17e arrondissement.

## Situation et accès
Cette place est à la jonction de la rue Cino-Del-Duca, du boulevard d’Aurelle-de-Paladines, du boulevard Victor-Hugo et de la rue Perronet de Neuilly-sur-Seine. Le collège et lycée Sainte-Marie de Neuilly et le siège de la communauté apostolique Saint-François-Xavier, fondée par Madeleine Daniélou, se trouvent boulevard Victor-Hugo, quasiment en bordure de la place.
Ce site est desservi par la ligne 1 à la station de métro Porte Maillot.

## Origine du nom

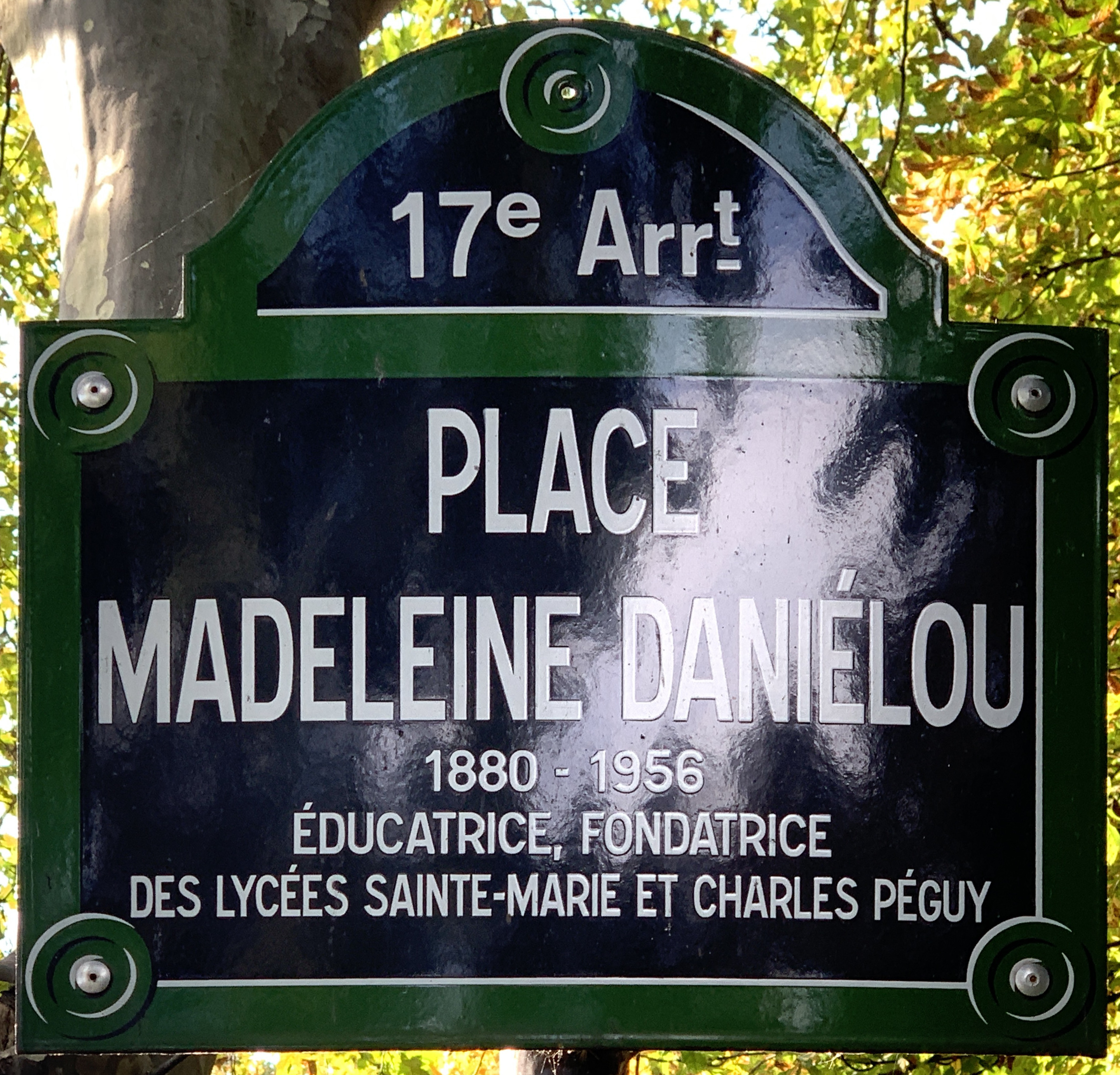
Plaque de la place.

L’origine de son nom renvoie à la personne de Madeleine Daniélou (1880-1956), fondatrice d’un groupe d’écoles libres pour les jeunes filles : les collèges Sainte-Marie et les écoles Charles-Péguy, « grande personnalité de l’éducation ».
Cette place est la première en France à porter le nom de cette pédagogue, éducatrice engagée pour l’accès à l’éducation de tous et notamment des jeunes filles.

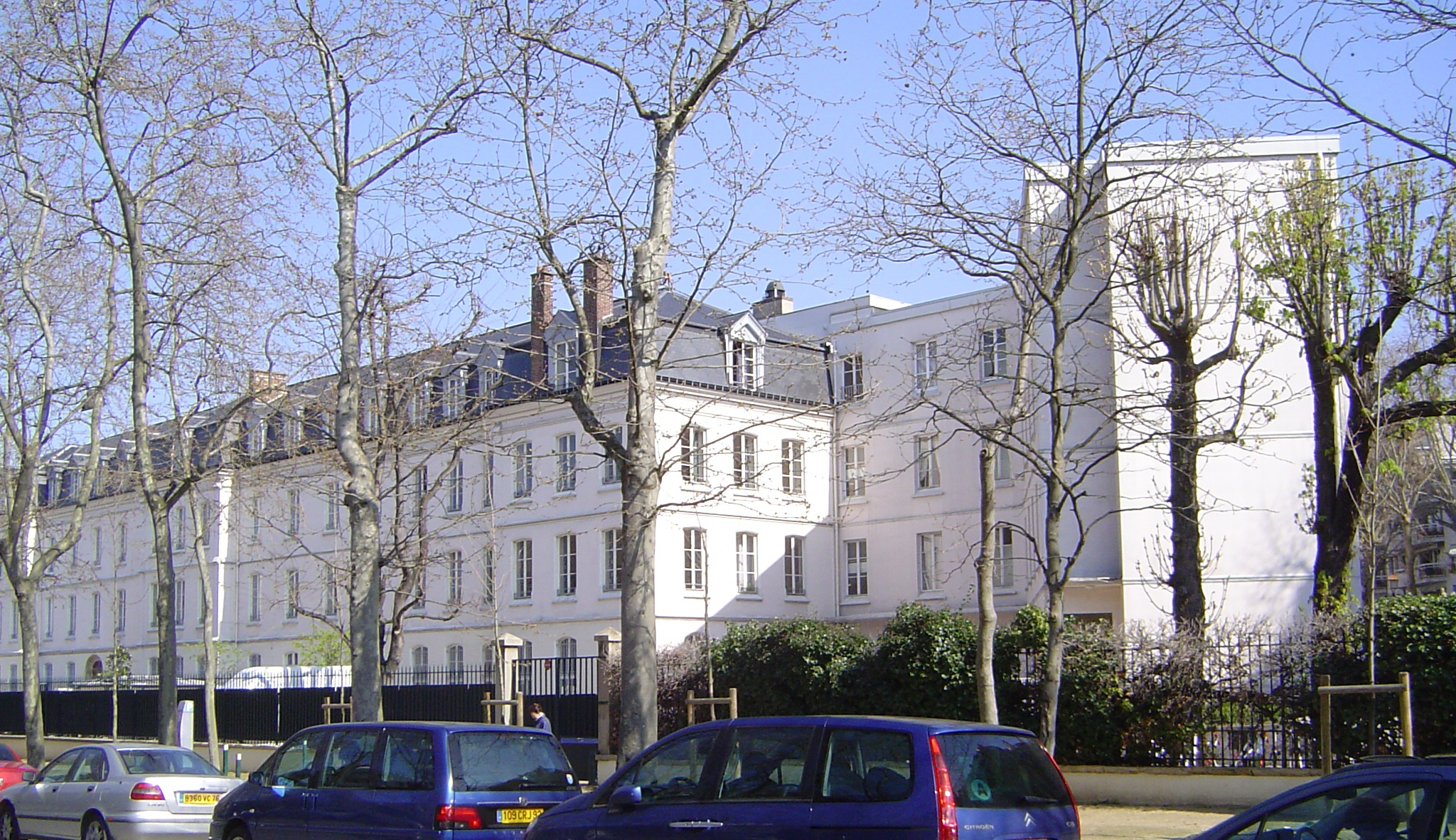
Sainte-Marie de Neuilly.

## Historique

### Délibération du Conseil de Paris
C’est en décembre 2009 que, sur le rapport d’Anne Hidalgo et Pierre Mansat, le Conseil de Paris a décidé d’attribuer la dénomination « place Madeleine Daniélou » à une place en limite communale de Neuilly-sur-Seine et de Paris 17e. Cette délibération faisait suite au vote à l'unanimité au sein du conseil d'arrondissement, réuni le lundi 16 novembre 2009. Il convient de noter l’erreur de typographie faite par le conseil de Paris qui écrit « place Madeleine Daniélou » alors qu'il convient d’écrire « place Madeleine-Daniélou » pour se conformer aux règles de typographie française.

### Inauguration
Cette place a été inaugurée le jeudi 8 juillet 2010, en présence de Brigitte Kuster, maire du 17e arrondissement de Paris, de Jean-Christophe Fromantin, maire de Neuilly-sur-Seine, de Fatima Lalem, conseiller de Paris, chargée de l’égalité femmes/hommes et de Sophie Bassou, petite-fille de Madeleine Daniélou,,.
Côté Paris, la plaque porte l'inscription :

« PLACE

MADELEINE DANIÉLOU

1880 - 1956

ÉDUCATRICE, FONDATRICE

DES LYCÉES SAINTE-MARIE ET CHARLES-PÉGUY »

Côté Neuilly-sur-Seine, l'inscription est :

« VILLE DE NEUILLY-SUR-SEINE

Place Madeleine Daniélou

(1880 - 1956)

Éducatrice

Fondatrice des Lycées Sainte-Marie

et Charles-Péguy »

### Note
1. ↑  À ce jour, la place n'est pas listée dans Google Maps ni dans Waze.